# Eva Děpoltová
Eva Děpoltová (5. srpna 1945 Bratislava – 16. července 2017) byla česká operní pěvkyně, sopranistka, dlouholetá sólistka Národního divadla.

## Kariéra
Než se začala věnovat opernímu zpěvu, vystupovala s populární bigbítovou kapelou.
Studovala zpěv na Hudební fakultě AMU a následně pokračovala v soukromých studiích u Jeleny Obrazcovové a emeritní sólistky Vídeňské státní opery Zdenky Zikové.
V Národním divadle debutovala v roce 1974 jako Mařenka v absolventském představení Prodané nevěsty, ale následně získala angažmá v tehdejší Ostravské opeře a poté ve Slovenském národním divadle v Bratislavě. Mezi její úkoly v Ostravě patřila i role Anny v moderní bulharské opeře Antigona 43 skladatele Ljubomira Pipkova.
Do Národního divadla se ale opakovaně vracela, až se stala členkou jeho souboru v roce 1979 a zůstala jí čtvrt století. Nastudovala celou řadu rolí, ze kterých vynikly její Milada v Daliboru, Donna Anna v Donu Giovannim a nakonec i Krasava a Libuše ve Smetanově Libuši. V titulní roli této opery s velkým úspěchem zaskočila 1. ledna 2000 ve slavnostním uvedení k zahájení českého předsednictví Evropské unie.
Úspěchy měla i v zahraničí, například při uvedení Prodané nevěsty ve Frankfurtu nad Mohanem po boku Petera Dvorského, hostovala také v Istanbulu, Teheránu, Düsseldorfu a Hannoveru.
Je pochována na Vyšehradském hřbitově, odd. 6, č. hrobu 88.

## Repertoár
Z repertoáru Evy Děpoltové lze vyzvednout mj. role v operách italských skladatelů. Byly to například Tosca,
Manon Lescaut a Turandot od Giacoma Pucciniho a postavy z děl Giuseppe Verdiho jako Violetta v Traviatě, Abigail v Nabuccovi či Lady Macbeth v opeře Macbeth. Velké úspěchy slavila Děpoltová v českých operách. Jejími rolemi byly Mařenka v Prodané nevěstě, Milada v Daliborovi, Anežka ve Dvou vdovách, Káťa Kabanová (Leoš Janáček), Krasava a Libuše v Libuši, Rusalka, Julie v Jakobínu a další. S lehkostí se pohybovala také v operách z období klasicismu, zejména jako Leonora ve Fideliovi nebo Donna Anna v Donu Giovannim. Byla také pravidelným hostem koncertů České filharmonie.

## Nahrávky
Umění Děpoltové je zachyceno na několika nahrávkách společnosti Supraphon (zčásti pořízených Československým rozhlasem), hlavně v dílech českých skladatelů. Jde například o tyto nahrávky:
- Bedřich Smetana: Dalibor (1980, spoluúčinkují Vilém Přibyl, Václav Zítek; Státní filharmonie Brno, dir. Václav Smetáček)
- Bohuslav Martinů: Řecké pašije (1983, spoluúčinkují Vilém Přibyl, Jaroslav Horáček, Zdeněk Jankovský, Richard Novák, Naďa Šormová; Symfonický orchestr Československého rozhlasu, dir. Libor Pešek)
- Bohuslav Martinů: Hry o Marii (1984, spoluúčinkují Marie Mrázová, Jiřina Marková, Václav Zítek, Ivan Kusnjer ad.; Symfonický orchestr hl. m. Prahy FOK, dir. Jiří Bělohlávek)
- Josef Suk: Pod jabloní (1987, Česká filharmonie, dir. Libor Pešek)
- Bedřich Smetana: Libuše (1993, nahr. 1983, spoluúčinkují Gabriela Beňačková, Václav Zítek ad.; Orchestr Národního divadla v Praze, dir. Zdeněk Košler)
- Bedřich Smetana: Hubička (1994, nahr. 1980, spoluúčinkují Libuše Márová, Leo Marian Vodička, Eduard Haken ad.; Orchestr Státní opery v Brně, dir. František Vajnar)
- Josef Bohuslav Foerster: Eva (1996, nahr. 1984, spoluúčinkují Libuše Márová, Leo Marian Vodička; Symfonický orchestr Čs. rozhlasu, dir. František Vajnar)
- Zdeněk Fibich: Šárka (1996, nahr. 1979, spoluúčinkují Vilém Přibyl ad.; Filharmonie Brno, dir. Jan Štych)
- Wolfgang Amadeus Mozart: Don Giovanni (1997, nahr. 1982, spoluúčinkují Karel Berman, Eduard Haken, Magdaléna Hájossyová; Pražský komorní orchestr, dir. Libor Pešek)
- Vítězslav Novák: Lucerna (2000, nahr. 1986, spoluúčinkují Václav Zítek ad., Symfonický orchestr Čs. rozhlasu, dir. František Vajnar)